# Otto Fürnrohr
Otto Fürnrohr (* 29. März 1885 in Regensburg; † 1976 ebenda) war ein deutscher Verwaltungsjurist und Landrat.

## Leben
Nach dem Abitur am Albertus-Magnus-Gymnasium Regensburg leistete Otto Fürnrohr zunächst seinen Militärdienst als Einjährig-Freiwilliger im 11. Infanterie-Regiment, um dann ein Studium der Rechtswissenschaften an der Ludwig-Maximilians-Universität München und  der Friedrich-Alexander-Universität Erlangen-Nürnberg zu absolvieren. Nach der ersten juristischen Staatsprüfung und dem dreijährigen Vorbereitungsdienst (Referendariat) folgte 1912 in Regensburg das Große juristische Staatsexamen. Fürnrohr erhielt eine Anstellung als Rechtspraktikant und Akzessist bei der Regierung der Oberpfalz. Er musste Kriegsdienst leisten und kam danach als Assessor zum Bezirksamt Neustadt an der Waldnaab. 1920 zur Regierung der Oberpfalz zurückgekehrt, wurden ihm dort am 1. Juni 1927 Titel und Rang eines Regierungsrats verliehen. Am 1. Juni 1933 wurde er Bezirksamtsvorstand (ab 1939 Landrat) des Bezirksamtes Neustadt an der Waldnaab (ab 1939 Landkreis Neustadt an der Waldnaab). In diesem Amt blieb er bis zu seinen Abordnungen an die Bezirksregierungen in Koblenz und Regensburg. Bevor er am 24. April 1945 seiner Ämter enthoben wurde, erhielt er noch am 1. April 1945 den Auftrag, die Geschäfte des Landrats in Eschenbach wahrzunehmen. Er wurde bis zum 16. Mai 1946 interniert und im Entnazifizierungsverfahren durch die Spruchkammer Neustadt an der Weinstraße als Mitläufer eingestuft, so dass er wieder eine Tätigkeit im öffentlichen Dienst aufnehmen und als juristischer Nebenbeamter beim Landratsamt Nabburg beginnen konnte. Er wechselte zur Regierung der Oberpfalz, wo er später Oberregierungsrat wurde. Zum 1. Juli 1950 wurde er in den Ruhestand verabschiedet.
Fürnrohr war 1933 der SA beigetreten, wo er als Scharführer fungierte, zum 1. Mai 1935 trat er in die NSDAP ein (Mitgliedsnummer 3.633.793).
Er war Ehrenmitglied des Historischen Vereins Regensburg. Am 27. April 1976 wurde er auf dem Dreifaltigkeits-Friedhof in Regensburg beigesetzt.